# Longs Peak
El Longs Peak és una de les 54 muntanyes amb un cim per sobre dels 14.000 peus (4267.2 m), també anomenats fourteeners, de Colorado. El Longs Peak es troba a de les muntanyes Rocoses d'Amèrica del Nord. El cim té exactament 14,259 peus (4346 metres). El cim es pot veure des Longmont, Colorado, així com la resta del Front Range Colorado. Porta el nom de Major Stephen Long, que va explorar la zona en la dècada de 1820. El Longs Peak és una de les muntanyes més prominents de Colorado, elevant-se prop de 3000 metres sobre la vora occidental de les grans Planes.
Juntament amb la muntanya Meeker, a vegades són conegudes com les Twin Peaks (no s'ha de confondre amb una altra muntanya propera anomenada Twin Sisters).

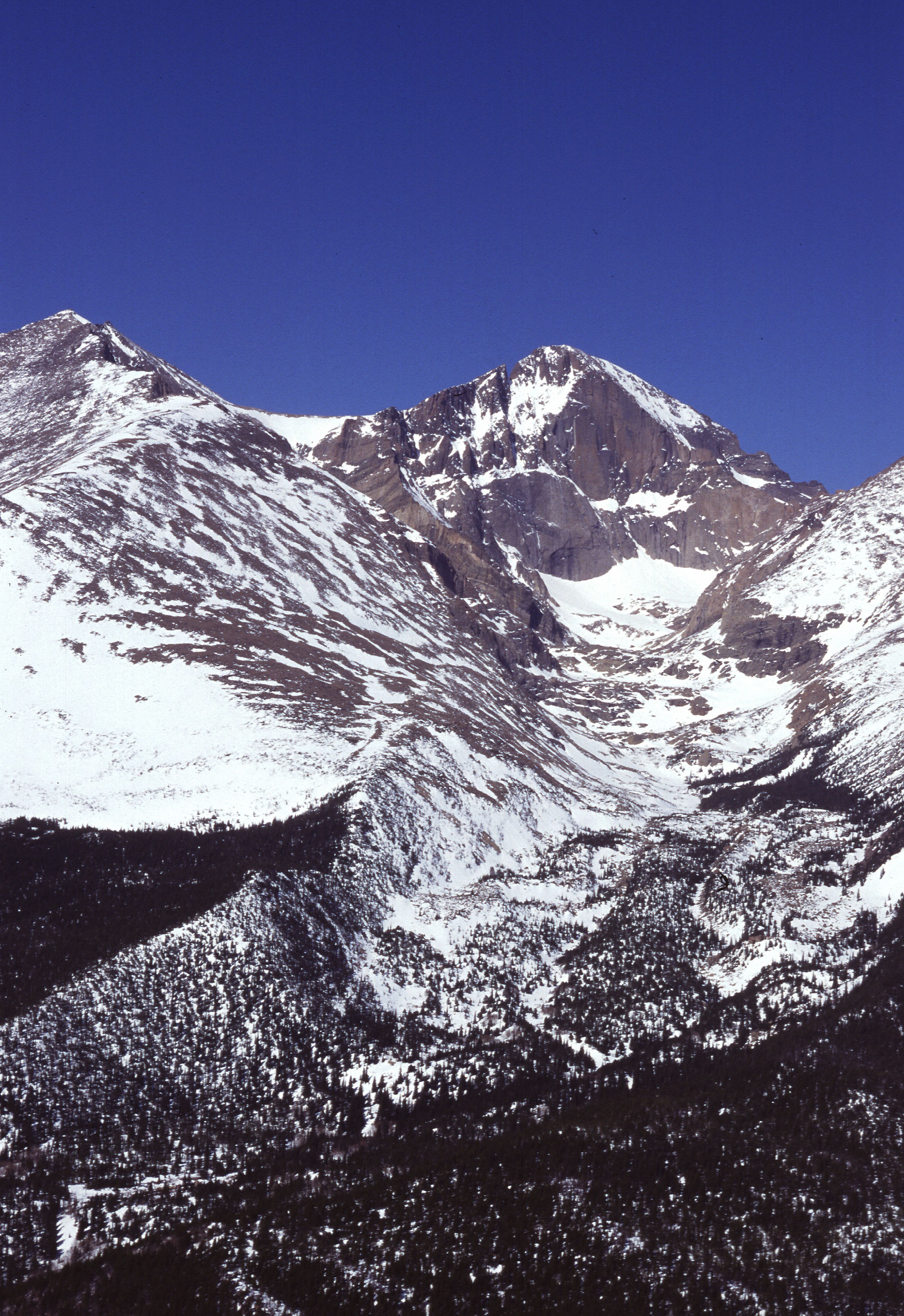
Acumulació de neu a Longs Peak